# Línies de Llarga Distància al País Valencià
Al País Valencià hi ha diferents línies de llarga distància que uneixen diferents poblacions valencianes, principalment València i Alacant, amb diferents poblacions espanyoles i franceses. Entre les línies de Llarga Distància destaca la utilització dels trens Talgo, que s'utilitzen als serveis Talgo i Trenhotel. Entre les diferents línies podem diferenciar-les en tres blocs: Alta Velocitat, Diürns i Nocturns.

## Euromed
|}

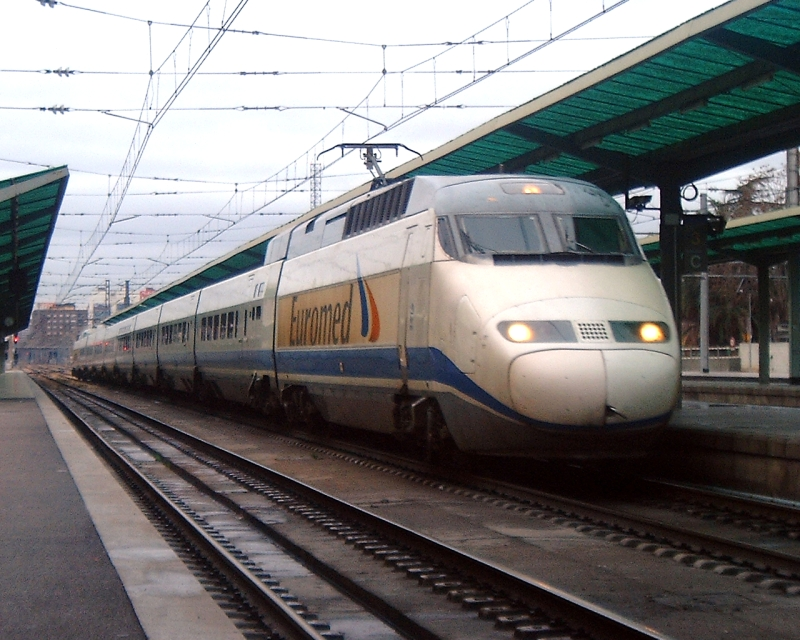
Euromed a València Nord

L'Euromed és un servei ferroviari d'alta velocitat d'ample ibèric que uneix Barcelona i Tarragona amb Castelló de la Plana, València, Xàtiva i Alacant.
La velocitat comercial de l'Euromed és de 200 km/h i el servei és presta amb trens de la Sèrie 101 de Renfe, iguals que els trens de LAV Madrid-Sevilla però d'ample ibèric.
En un futur amb l'obertura del Corredor Mediterrani entre l'estació del Camp de Tarragona i Vandellòs pel 2009 o 2010, l'Euromed serà substituït per l'Alvia, aquest servei deixarà d'existir i els trens que circulaven fent el servei Euromed seran reformats i adaptats a ample internacional per circular per les Línies d'Alta Velocitat.
| <<              | >>               | Parades intermèdies                              | Observacions |
| --------------- | ---------------- | ------------------------------------------------ | ------------ |
| Barcelona-Sants | València-Nord    | Tarragona · Castelló de la Plana                 |              |
| Barcelona-Sants | Alacant-Terminal | Tarragona · Castelló de la Plana · València-Nord |              |

## Trens Diürns
Els diferents trens diurns que no són d'alta velocitat que circulen per les vies ferroviàries valencianes són: l'Alaris, l'Arco i el Talgo.

### Alaris

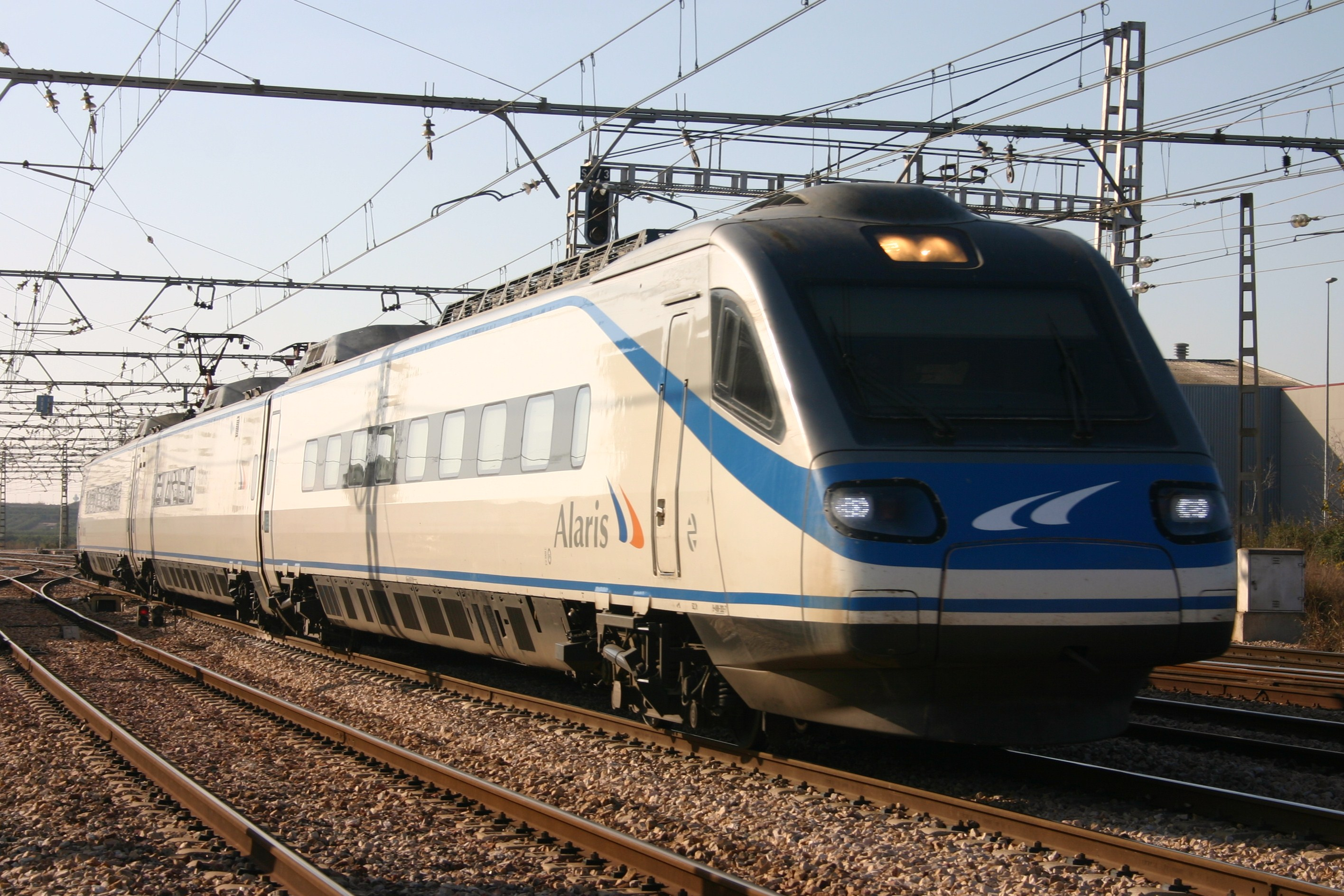
Alaris a Silla, Horta Sud.

L'Alaris és un servei ferroviari d'ample ibèric que uneix Barcelona, Tarragona, Salou i L'Aldea amb Castelló de la Plana, València i Alacant, entre altres destinacions. El servei està prestat per automotors ETR 490.
Fa el mateix recorregut que l'Euromed però para a moltes més estacions que aquest, la seva funció és més de regional del corredor mediterrani, que de tren de llarg recorregut. Aquest servei es va posar en servei al març de 2008 substituint a l'Arco, que feia la mateixa relació, i els vagons d'aquest van ser enviats a la relació Galícia-País Basc. La principal diferencia entre Alaris i Arco és que l'Alaris és un automotor i l'Arco va amb locomotora acoblada
| <<                          | >>               | Parades intermèdies | Observacions  |
| --------------------------- | ---------------- | --- | ------------- |
| Barcelona-Estació de França | València-Nord    | Barcelona-Sants · Tarragona · Salou · L'Aldea-Amposta · Vinaròs · Benicarló-Peníscola · Orpesa · Benicàssim · Castelló de la Plana · Sagunt                 | 1 tren diari. |
| Barcelona-Estació de França | Alacant-Terminal | Barcelona-Sants · Tarragona · Salou · L'Aldea-Amposta · Vinaròs · Benicarló-Peníscola · Orpesa · Benicàssim · Castelló de la Plana · Sagunt · València-Nord | 1 tren diari. |

### ArcoGarcía Lorca

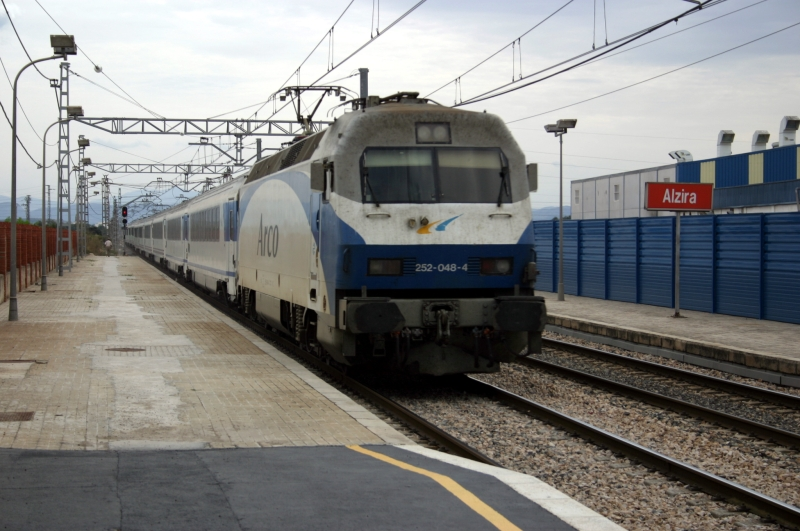
Arco García Lorca a Alzira, Ribera Alta.

L'Arco Garcia Lorca és un servei ferroviari d'ample ibèric que uneix Barcelona, Tarragona, Salou i L'Aldea amb Badajoz, Sevilla, Màlaga, Almeria i Granada entre altres destinacions.
Els vagons de l'Arco García Lorca circulen tots junts fins a Manzanares on se separen el vagons que van a Badajoz, més tard a Linares-Baeza se separen els vagons que uns dies van a Granada i uns altres van a Almeria. Finalment a Còrdova se separen els vagons de Sevilla i Màlaga.
L'Arco és conegut per la seva funció de superregional, a causa de la gran quantitat de parades que té en tot el trajecte.
| <<              | >>                    | Parades intermèdies | Observacions                                 |
| --------------- | --------------------- | --- | -------------------------------------------- |
| Barcelona-Sants | Badajoz               | Sant Vicenç de Calders (només sentit Barcelona) · Tarragona · Salou · L'Aldea-Amposta · Vinaròs · Benicarló-Peníscola · Castelló de la Plana · València-Nord · Xàtiva · Albacete · Villarrobledo · Socuéllamos · Alcázar de San Juan · Manzanares · Daimiel · Almagro · Ciudad Real-Central · Puertollano · Almadenejos-Almaden · Cabeza del Buey · Castuera · Campanario · Villanueva de la Serena · Don Benito · Guarena · Mérida · Montijo |                                              |
| Barcelona-Sants | Sevilla-Santa Justa   | Las mateixes que al ramal de Badajoz fins a Manzanares, i a més: Valdepeñas · Vilches · Linares-Baeza · Espeluy · Andújar · Córdoba Central |                                              |
| Barcelona-Sants | Málaga-María Zambrano | Las mateixes que al ramal de Sevilla fins a Linares-Baeza, i a més: Espeluy · Andújar · Córdoba Central · Montilla · Puente Genil · Bobadilla |                                              |
| Barcelona-Sants | Granada / Almeria     | Las mateixes que al ramal de Sevilla fins a Linares-Baeza, i a més: Jódar-Úbeda · Cabra del Santo Cristo · Moreda a ambdues ramas, Guadix · Fiñana i Gador al ramal d'Almeria i Iznalloz al ramal de Granada | Circula en dies alterns a Granada i Almeria. |

### Talgo
El Talgo és el servei ferroviari més estès a Espanya i al País Valencià des de fa unes dècades. Aquest servei està prestat per trens Talgo de la sèrie III fins a la VII, dels quals entre el IV i el VII són pendulars, que és un sistema de basculació creat a Espanya que fa que els trens a les corbes puguen córrer més.
Els Talgos IV i V són d'ample ibèric, mentre que els VI i VII són d'ample variable, a més de Talgo III n'hi ha d'ample ibèric i d'ample variable.
Al País Valencià els Talgo uneixen diverses poblacions valencianes com València, Alacant, Castelló de la Plana, Xàtiva amb poblacions d'Espanya i França com Barcelona, Girona, Figueres, Portbou, Tarragona, Reus, Lleida, Salou, Cambrils, Múrcia, Perpinyà i Montpeller entre d'altres.
Per al trajecte internacional Mare Nostrum de Cartagena-Alacant-València-Barcelona-Montpeller s'utilitzen el Talgo VI. Per a la resta de trajectes s'utilitzen Talgos d'ample ibèric.
| Nom          | <<              | >>                      | Parades intermèdies | Tipus de Talgo | Observacions  |
| ------------ | --------------- | ----------------------- | --- | -------------- | ------------- |
| Mare Nostrum | Cartagena       | Montpeller - Saint-Roch | Torrepacheco · Balsicas-Mar Menor · Múrcia del Carmen · Oriola · Elx Parc · Alacant-Terminal · Elda-Petrer · Villena · Xàtiva · València-Nord · Castelló de la Plana · Benicàssim · Benicarló-Peníscola · Vinaròs · L'Aldea-Amposta · Cambrils · Salou · Tarragona · Barcelona-Sants · Girona · Figueres · Portbou · Cervera de la Marenda · Perpinyà · Narbona · Besiers | VI             |               |
| Talgo        | Barcelona-Sants | Llorca-Sutullena        | Tarragona · Salou · L'Aldea-Amposta · Vinaròs · Benicarló-Peníscola · Benicàssim · Castelló de la Plana · València-Nord · Xàtiva · Villena · Elda-Petrer · Alacant-Terminal · Elx Parc · Oriola · Múrcia del Carmen · Alhama de Múrcia · Totana | VI             | 1 tren al dia |
| Talgo        | Barcelona-Sants | Múrcia del Carmen       | Tarragona · Salou · Cambrils · L'Aldea-Amposta · Vinaròs · Benicarló-Peníscola · Orpesa · Benicàssim · Castelló de la Plana · Sagunt · València-Nord · Xàtiva · Villena · Elda-Petrer · Alacant-Terminal · Elx Parc · Oriola | VI             | 1 tren al dia |

## Trens Nocturns
Els trens nocturns que circulen pel País Valencià es denominen Trenhotel.

### Trenhotel
El servei de Trenhotel està prestat per trens Talgo. Aquest trens tenen les mateixes característiques tècniques de circulació que el Talgo, però per dins estan adaptats per a un servei nocturn, amb butaques reclinables, habitacions, llits, etc.
Al País Valencià els Trenhotel uneixen València amb diferents ciutats espanyoles com Sevilla, Màlaga, Granada, Còrdova entre d'altres.
| Nom                                               | <<              | >>      | Parades intermèdies                                                                                                 | Tipus de Talgo | Observacions |
| ------------------------------------------------- | --------------- | ------- | --- | -------------- | ------------ |
| Rutes nacionals (Gestionades per Renfe Operadora) |                 |         | |                |              |
| Gibralfaro                                        | Barcelona-Sants | Granada | Tarragona · Salou · Castelló de la Plana · València-Nord · Almansa · Albacete · Alcázar de San Juan · Linares-Baeza | V              |              |